# Rofieg
Il ROFIEG (Regulatory Obstacles to Financial Innovation Experts Group, "Gruppo di esperti sui vincoli regolamentari all'innovazione finanziaria") è un organo consultivo di carattere temporaneo istituito nel maggio 2018 dalla Direzione Generale della Stabilità finanziaria, dei servizi finanziari e dell'Unione dei mercati dei capitali (DG FISMA) della Commissione Europea per assistere la medesima Direzione nella preparazione di proposte legislative sul tema della tecnologia applicata al settore finanziario.
La costituzione di tale gruppo è stata prevista nel Piano d'azione adottato dalla Commissione Europea nel Marzo del 2018.

## Aree di interesse del gruppo
Lo scopo dichiarato del ROFIEG è quello di eseguire l'assessment del quadro regolamentare europeo sui servizi finanziari al fine di individuare la presenza di vincoli ingiustificati all'innovazione finanziaria.
Tra gli obiettivi di questo gruppo vi è anche quello di indicare come scrivere le norme da mettere in atto nel campo delle attività finanziarie alla luce del previsto ingresso nel mercato del credito (in particolare ai servizi di pagamento nel mercato interno) delle maggiori imprese del web quali Google, Facebook, Apple e Amazon, il cui ingresso, permesso dalla Direttiva 2015/2366, vorrebbe essere rallentato dalle banche, a cui farebbero concorrenza, e per il quale sono maggiormente pronti nello sviluppo dei nuovi strumenti di attività finanziaria in rete, quali Robo advisor,  Blockchain  e criptovalute .

## Composizione
Il ROFIEG è composto da 15 membri tra cui esperti nominati a titolo personale, esperti nominati per rappresentare un interesse, facendo azioni di lobbying  per rappresentare un'organizzazione. Vi partecipano anche 5 Osservatori.
Dopo una fase preliminare di fact-finding il gruppo ha individuato sei aree di attività, da sviluppare in sottogruppi, su cui formulare raccomandazioni alla Commissione:
1. servizi di raccolta di capitali, depositi e prestiti;
2. servizi di pagamento, di compensazione e regolamento;
3. assicurazioni;
4. gestione del risparmio e consulenza;
5. compliance;
6. servizi accessori e altri servizi [7].

| Esperti nominati a titolo personale                  | Nazionalità | Titolo/Delegazione |
| ---------------------------------------------------- | ----------- | --- |
| Hubert de Vauplane                                   | Francia     | Associé, Avocat au Barreau de Paris, Kramer Levin Naftalis & Frankel                                                                                      |
| Philipp Paech [Chairman]                             | Germania    | Director Law and Financial Markets Project – London School of Economics                                                                                   |
| Esperti nominati per rappresentare un interesse      |             | |
| Sofie Van de Velde                                   | Belgio      | Head of Legal support |
| Thomas Jantsch                                       | Germania    | Attorney-at-Law – Munich Re |
| Simon Maisey                                         | Regno Unito | Managing Director and Global Head of Business Development – Tradeweb Europe                                                                               |
| Esperti nominati per rappresentare un’organizzazione |             | |
| Maria-Neige Courliaut                                | Francia     | AXA Group |
| Alvaro Jorge Martin Enriquez                         | Spagna      | Banco Bilbao Vizcaya argentaria (BBVA) |
| Nicole Sandler                                       | Regno Unito | Barclays PLC |
| Christian Lange-Hausstein                            | Germania    | Deutscher Sparkassen- und Giroverband |
| Sandra Kumhofer                                      | Austria     | FinLeap GmbH |
| Benoit Legrand                                       | Olanda      | ING Bank |
| Bruno Van HaetsDaele                                 | Francia     | Linxo Group |
| Michael Coletta                                      | Regno Unito | London Stock Exchange |
| Antonella Sciarrone Alibrandi                        | Italia      | Università Cattolica del Sacro Cuore |
| Tom Butler                                           | Irlanda     | University College Cork |
| Osservatori                                          |             | |
| Elisabeth Noble                                      |             | Autorità bancaria europea |
| Johanne Evrard                                       |             | Banca centrale europea |
| Julian Arevalo Carreno                               |             | Autorità europea delle assicurazioni e delle pensioni aziendali e professionali                                                                           |
| Patrick Armstrong                                    |             | Autorità europea degli strumenti finanziari e dei mercati                                                                                                 |
| Klaus Loeber                                         |             | Comitato per i pagamenti e le infrastrutture di mercato (CPMI) - Organizzazione internazionale delle autorità di controllo dei mercati finanziari (IOSCO) |
| Research Assistant                                   |             | |
| Rocco Steffenoni                                     | Italia      | Bocconi University |

## Critiche
L'associazione ONG Finance Watch ha criticato l'approccio seguito per la preparazione di questa struttura, indicando mancanza di trasparenza nella definizione dei suoi obiettivi e nel mancato coinvolgimento di tutti i soggetti interessati. 
La composizione di quest'organo è stata messa in discussione in quanto contrariamente alla definizione, che la vorrebbe dedicata allo sviluppo della finanza innovativa, fra i suoi quindici componenti soltanto uno rappresenterebbe una società di finanza innovativa, mentre gli altri rappresenterebbero le tradizionali grandi istituzioni finanziarie, inoltre dalla sua composizione sono esclusi sia i rappresentanti della società civile e le associazioni dei consumatori . 
Pochi giorno dopo la comunicazione della sua composizione la European Fintech Alliance (EFA) ha lamentato l'assenza di rappresentanza delle startup nel gruppo, nel quale risultano "pesantemente sovra-rappresentate le istituzioni tradizionali"   .
Secondo un rapporto compilato dall'Alliance for Lobbying Transparency and Ethics Regulation (ALTER-EU), cinque membri del Rofieg sono collegati a banche e altri sei a strutture della grande finanza 